# Chamberlain (Uruguay)
Chamberlain es una localidad uruguaya del departamento de Tacuarembó. 

## Ubicación
La localidad se encuentra situada en la zona suroeste del departamento de Tacuarembó, 15 km al norte de la ciudad de Paso de los Toros, 1.5 km al este de la ruta 5, y junto al empalme de las líneas de ferrocarril que van a Salto y Rivera.

## Población
Según el censo del año 2011 la localidad contaba con una población de 52 habitantes.
| 125           | 133 | 113 | 91 | 51 | 52 |
| (Fuente: INE) |     |     |    |    |    |

## Personajes ilustres
- Sara de Ibáñez, poeta.